# Poste d'aiguillage BX
Le  poste d'aiguillage BX (anglais : BX Interlocking Tower) est une structure historique protégé situé à St. Thomas, en Ontario. Ce poste d'aiguillage est désigné en vertu de la partie IV de la Loi sur le patrimoine de l'Ontario .

## Histoire et patrimoine ferroviaire
Ce poste d'aiguillage survient après un accident ferroviaire le 14 juillet 1887, une collision entre un train de marchandises du Canada Southern et un train d’excursion du Grand Tronc retournant de Port Stanley. L'ingénieur du train en direction nord a reçu un signal des sémaphores pour arrêter son train mais les freins à air ont échoué. Les freins à main ont été appliqués mais le train n’arrête pas en temps et il entre en collision avec le train du Canada Southern, perforant deux voitures transportant du pétrole brut. L'incendie résultant a englouti les bâtiments voisins jusqu'à un bloc carré. Une troisième voiture transportant du pétrole brut prend feu peu après la collision. Quatorze personnes sont mortes à la suite de la collision et soixante-huit autres ont été blessées, principalement en raison de l'explosion.
La construction commence vers 1902. Le bâtiment est construit en briques rouges avec un toit en ardoise dans un style décrit comme « industriel du tournant du siècle ». Le poste d’aiguillage a des fenêtres sur les quatre côtés du bâtiment, ce qui permet à l'opérateur une vue dégagée sur les pistes dans toutes les directions à partir d'une position assise. Il mesure 10,6 m par 5,79m, sur un fond en béton coulé. Ce poste d’aiguillage est l'une des premières installations de ce système en Amérique du Nord.
Un magazine ferroviaire de 1917 note l'installation d'une dizaine de leviers mécaniques; ce poste servait pour les lignes du Michigan Central Railway à cette date.
Le bâtiment est protégé en vertu d'une désignation patrimoniale sous la partie IV de la Loi du patrimoine de l’Ontario depuis 2002. Appartenant à la ville de St. Thomas, le bâtiment est entretenu par le Musée des chemins de fer du comté d'Elgin. Au cours des années d'exploitation du poste d’aiguillage, aucune collision ne s'est produite sur les lignes. Il sera utilisé jusqu'au milieu des années 1980 . Le Musée des chemins de fer du comté d'Elgin propose des visites du bâtiment; il fait partie des installations du Musée, avec d'autres du chemin de fer Michigan Central .